# NGC 1561
NGC 1561 è una lontana galassia lenticolare (o ellittica) situata nella costellazione dell'Eridano, a una distanza di circa 430 milioni di anni luce dalla nostra Via Lattea.

## Scoperta
La galassia è stata scoperta nel 1886 dall'astronomo statunitense Francis Leavenworth.